# Lista de locais onde a pena de morte foi abolida

## África
- África do Sul – 1997 (última execução em 31 de janeiro de 1751)
- Angola – 1992
- Cabo Verde – 1981 (última execução em 1835)
- Costa do Marfim – 2000 (nenhuma execução desde a independência)
- Djibouti – 1995 (nenhuma execução desde a independência)
- Guiné-Bissau – 1993 (última execução em 1986)
- Libéria – 16 de setembro de 2005 (última execução em 1995)
- Maurício – 1995 (última execução em 1987)
- Moçambique – 1990 (última execução em 1986)
- Namíbia – 1990 (última execução em 1988)
- São Tomé e Príncipe – 1990 (nenhuma execução desde a independência)
- Senegal – 10 de dezembro de 2004 (última execução em 1967)
- Seychelles – 1993 (nenhuma execução desde a independência)

## Américas
- Brasil – última execução em 12 de setembro de 1885
- Bermudas – 2000 (última execução em 1977)
- Canadá – 1976 (última execução em 11 de dezembro de 1962)
- Colômbia – 1910 (última execução em 1909)
- Costa Rica – 1976 (última execução em 1859)
- Equador – 1906
- Argentina - 1904
- - Michigan – 1 de Janeiro de 1847
  - Maine –  1887
  - Havai –  1957
  - Alasca –  1957
  - Puerto Rico –  1929
  - Massachusetts –  1984
  - Minnesota –  1911
  - New Hampshire
  - Iowa
  - North Dakota –  1973
  - Nova Jérsei – lei entrou em vigor em dezembro de 2007
  - Nova York –
  - Vermont –  1964
  - West Virginia –  1965
  - Wisconsin –  1853
  - Washington, DC
  - Rhode Island
- Haiti – 1987 (última execução em 1972)
- Honduras – 1956 (última execução em 1940)
- México – 2005 (última execução em 1937)
- Nicarágua – 1979 (última execução em 1930)
- Panamá – 1903 (também data da última execução)
- Paraguai – 1992 (última execução em 1928)
- República Dominicana – 1966
- Suriname-2016
- Turks e Caicós – 2002
- Uruguai – 1907 (última execução em 1905)
- Venezuela – 1863

## Ásia
- Armênia – 2003 (última execução em 1991)
- Azerbaijão – 1998 (última execução em 1992)
- Butão – 2004 (última execução em 1974)
- Camboja – 1989
- Filipinas – 24 de junho de 2006 (última execução em 2000)
- Hong Kong* – 1993 (última execução em 1966)
- Macau*
- Nepal – 1997 (última execução em 1979)
- Timor-Leste – 1999
- Turcomenistão – 1999
- Uzbequistão  – 2008

(*) Quando Hong Kong e Macau eram dependências britânica e portuguesa, respectivamente; a abolição permanecerá até pelo menos 2047 (Hong Kong) e 2049 (Macau) quando ambas as regiões deixarão de ser autônomas.

## Europa
O Ducado da Toscânia foi o primeiro Estado moderno a proibir a pena de morte, em 1786. Seguiu-se a República de San Marino, em 1865. Em 1867 Portugal foi o primeiro Estado no Mundo a prever a abolição da pena de morte na Lei Constitucional, e durante os séculos XIX, XX e XXI todos os países europeus aboliram a pena de morte, com excepção da Bielorrússia e da Rússia (embora exista nesta última, uma moratória desde 1996).

## Oceania
Apesar de três países desse continente ainda reterem a legislação da pena de morte (Nauru, Papua-Nova Guiné e Tonga), nenhuma execução é realizada na Oceania desde 1982.